# Neuville-lès-This
Neuville-lès-This és un municipi francès situat al departament de les Ardenes i a la regió del Gran Est. L'any 2007 tenia 396 habitants.

## Demografia

### Població
El 2007 la població de fet de Neuville-lès-This era de 396 persones. Hi havia 146 famílies de les quals 32 eren unipersonals (12 homes vivint sols i 20 dones vivint soles), 37 parelles sense fills, 61 parelles amb fills i 16 famílies monoparentals amb fills.
La població ha evolucionat segons el següent gràfic:
Habitants censats

### Habitatges
El 2007 hi havia 161 habitatges, 147 eren l'habitatge principal de la família, 2 eren segones residències i 12 estaven desocupats. 159 eren cases i 2 eren apartaments. Dels 147 habitatges principals, 138 estaven ocupats pels seus propietaris, 4 estaven llogats i ocupats pels llogaters i 5 estaven cedits a títol gratuït; 1 tenia una cambra, 5 en tenien dues, 3 en tenien tres, 37 en tenien quatre i 101 en tenien cinc o més. 112 habitatges disposaven pel capbaix d'una plaça de pàrquing. A 60 habitatges hi havia un automòbil i a 73 n'hi havia dos o més.

### Piràmide de població
La piràmide de població per edats i sexe el 2009 era:
| Homes | Edats   | Dones |
| ----- | ------- | ----- |
| 0     | 95 o +  | 0     |
| 0     | 90 a 94 | 0     |
| 0     | 85 a 89 | 0     |
| 0     | 80 a 84 | 4     |
| 4     | 75 a 79 | 0     |
| 8     | 70 a 74 | 4     |
| 4     | 65 a 69 | 12    |
| 8     | 60 a 64 | 12    |
| 12    | 55 a 59 | 12    |
| 24    | 50 a 54 | 20    |
| 8     | 45 a 49 | 12    |
| 16    | 40 a 44 | 12    |
| 8     | 35 a 39 | 8     |
| 16    | 30 a 34 | 20    |
| 12    | 25 a 29 | 4     |
| 8     | 20 a 24 | 8     |
| 8     | 15 a 19 | 12    |
| 4     | 10 a 14 | 12    |
| 20    | 5 a 9   | 16    |
| 8     | 0 a 4   | 4     |

## Economia
El 2007 la població en edat de treballar era de 252 persones, 176 eren actives i 76 eren inactives. De les 176 persones actives 167 estaven ocupades (88 homes i 79 dones) i 9 estaven aturades (5 homes i 4 dones). De les 76 persones inactives 31 estaven jubilades, 25 estaven estudiant i 20 estaven classificades com a «altres inactius».

### Ingressos
El 2009 a Neuville-lès-This hi havia 147 unitats fiscals que integraven 388,5 persones, la mediana anual d'ingressos fiscals per persona era de 19.454 €.

### Activitats econòmiques
Dels 6  establiments que hi havia el 2007, 1 era d'una empresa de fabricació d'altres productes industrials, 2 d'empreses de construcció, 1 d'una empresa d'hostatgeria i restauració, 1 d'una empresa d'informació i comunicació i 1 d'una entitat de l'administració pública.
L'únic servei als particulars que hi havia el 2009 era un guixaire pintor.
L'any 2000 a Neuville-lès-This hi havia 7 explotacions agrícoles.

## Equipaments sanitaris i escolars
El 2009 hi havia una escola maternal integrada dins d'un grup escolar amb les comunes properes formant una escola dispersa.

## Poblacions més properes
El següent diagrama mostra les poblacions més properes.